# Langsnavelpieper
De langsnavelpieper (Anthus similis) is een soort zangvogel uit de familie piepers en kwikstaarten van het geslacht Anthus.

## Kenmerken
Het is een middelgrote pieper van 16 tot 17,5 cm lengte. Het is een onopvallende pieper die lijkt op de duinpieper. De vogel is overwegend zandkleurig grijs, is groter dan de duinpieper, met een langere staart en ook een langere en donkere snavel.

## Verspreiding en leefgebied
Deze soort komt voor in bijna geheel Afrika, het Arabisch schiereiland en Zuid-Azië. De systematiek van deze soort is ingewikkeld. De IOC World Bird List onderscheidt 15 ondersoorten:
- A. s. asbenaicus: centraal en oostelijk Mali en centraal Niger.
- A. s. bannermani: van Sierra Leone, Guinee en zuidwestelijk Mali tot westelijk Kameroen.
- A. s. captus: Libanon, Syrië, Israël, Palestina en westelijk Jordanië.
- A. s. jebelmarrae: westelijk en centraal Soedan.
- A. s. nivescens: van zuidoostelijk Egypte en noordoostelijk Soedan tot noordwestelijk Somalië en noordelijk Kenia.
- A. s. hararensis: centraal Ethiopië.
- A. s. chyuluensis: westelijk en zuidelijk Kenia en noordelijk Tanzania.
- A. s. dewittei: oostelijk en zuidoostelijk Congo-Kinshasa, zuidwestelijk Oeganda, Rwanda en Burundi.
- A. s. primarius: zuidelijk Zuid-Afrika.
- A. s. arabicus: zuidwestelijk, zuidelijk en zuidoostelijk Arabisch Schiereiland.
- A. s. sokotrae: Socotra.
- A. s. decaptus: van zuidelijk Iran tot westelijk Pakistan.
- A. s. jerdoni: van oostelijk Afghanistan tot westelijk Nepal.
- A. s. similis: centraal, zuidoostelijk en zuidwestelijk India.
- A. s. yamethini: centraal Myanmar.

## Status
De langsnavelpieper heeft een enorm groot verspreidingsgebied en daardoor alleen al is de kans op de status  kwetsbaar (voor uitsterven) uiterst gering. De grootte van de populatie is niet gekwantificeerd. Om deze redenen staat deze pieper als niet bedreigd op de Rode Lijst van de IUCN.